# Oedicephalus frater
Oedicephalus frater là một loài tò vò trong họ Ichneumonidae.